# P.S. あなたへ…
『P.S. あなたへ…』（ピー.エス. あなたへ…）は、1983年4月25日に日本フォノグラムより発売された、あみんの1枚目のアルバム。

## 解説と背景
- 前年にオリコン年間チャートで第1位を獲得したデビュー・シングル「待つわ」のアルバム・バージョンと、セカンド・シングル「琥珀色の想い出」を収録。
- 当初は、レコード会社側の意向としてメンバー2名の楽曲と他の作家による楽曲とを半数ずつで構成し、1982年中に発売される予定だったが、レコーディング終盤になって岡村と加藤が自作曲を中心に収録したいと強く主張したことで意見が相違し、結果的に発売が延期。結局、あみん側の意向が受け入れられてさらに録音が続けられた結果、ジャケット・収録内容ともに内容が変更された全11曲収録として発売された[2]。いったん規格番号も決定していたが[3]、使用されず欠番になり、別の番号が採用された。また、当初LPに封入予定だった「10曲入りアルバムの歌詞カード」と「岡村が手掛けた5曲分の楽譜」はすでに印刷されてしまっていたため、初回生産分に「実際に収録された11曲分の歌詞カード」に加えて封入された。ジャケット写真も変更され、当初の波多健二が撮影し荒井博文がデザインしたものから、1983年初頭にサイパンで田村仁と木村純が撮影し扇谷正郎がデザインしたものが採用された。なお、初期生産分のLPはWジャケット仕様になっている。
- 岡村・加藤それぞれのソロ・ヴォーカル曲も収録されている。
- あみんが1983年の活動休止までに発表したオリジナル・アルバムは本作1枚のみで、再結成した2007年に発売したセカンド・オリジナル・アルバム『In the prime』の発表までに25年を要した。

## 収録曲
注記以外　作詞・作曲：岡村孝子、全編曲：萩田光雄、Ebako Jr

### A面
1. 琥珀色の想い出（3:50)
  - 共同作詞: Ebako Jr.
2. コーヒーはきらい（4:50）
  - 作詞・作曲: 松宮恭子

加藤のソロヴォーカル曲。
3. 心を開いて（3:30）
  - 作詞: 清水義明・松井五郎、作曲: 後藤美喜子

第17回ヤマハポピュラーソングコンテスト（1979年）でトゥインクルが演奏した出場曲のカバー。
4. 潮の香りの中で（4:51）
  - 共同作詞: Ebako Jr.

岡村のソロヴォーカル曲。
5. 待つわ (Album Version)（5:44）
新たに前奏とヴォーカルを録音。

### B面
1. ごめんね（3:16）
2. 冬（3:34）
  - 作詞: 戸次真理子、作曲: 木戸泰弘

加藤のソロヴォーカル曲。1980年に八神純子が発表した曲のカバー。
3. 届かない心（3:55）
岡村のソロヴォーカル曲。
4. つくり笑い（3:44）
5. ペパーミントの香り（3:43）
6. あなたへ…（3:45）

## 発売履歴
| 発売日         | レーベル                        | 規格        | 規格品番         | 備考                 |
| -------------- | ------------------------------- | ----------- | ---------------- | -------------------- |
| 1983年4月25日  | フィリップス / 日本フォノグラム | LP カセット | 28PL-53 28TL-53  |                      |
| 1984年4月5日   | フィリップス / 日本フォノグラム | CD          | 35LD-8           |                      |
| 1988年6月5日   | フィリップス / 日本フォノグラム | CD カセット | 32LD-115 28LT-53 |                      |
| 1996年5月16日  | アードバーク / ポニーキャニオン | CD          | PCCA-00966       | CD選書シリーズ。     |
| 2007年12月19日 | RCA / BMG JAPAN                 | CD          | BVCR-18117       | 2007年リマスター版。 |

## 関連作品
- Andantino a tempo　-　岡村ソロによるM-4・6・11のセルフカヴァーが収録されている
- 未来へのたすき　-　「琥珀色の想い出'08」が収録されている

## 参考資料
- ヤング・ソング（YOUNG SONG）（集英社・刊）、1982年12月号
- ギターブックGB、1982年、1983年発売各号